# Shivpuri
Shivpuri là một thành phố và khu đô thị của quận Shivpuri thuộc bang Madhya Pradesh, Ấn Độ.

## Địa lý
Shivpuri có vị trí 25°26′B 77°39′Đ / 25,43°B 77,65°Đ Nó có độ cao trung bình là 468 mét (1535 feet).

## Nhân khẩu
Theo điều tra dân số năm 2001 của Ấn Độ, Shivpuri có dân số 146.859 người. Phái nam chiếm 53% tổng số dân và phái nữ chiếm 47%. Shivpuri có tỷ lệ 66% biết đọc biết viết, cao hơn tỷ lệ trung bình toàn quốc là 59,5%: tỷ lệ cho phái nam là 74%, và tỷ lệ cho phái nữ là 57%. Tại Shivpuri, 15% dân số nhỏ hơn 6 tuổi.